# 제이 토머스

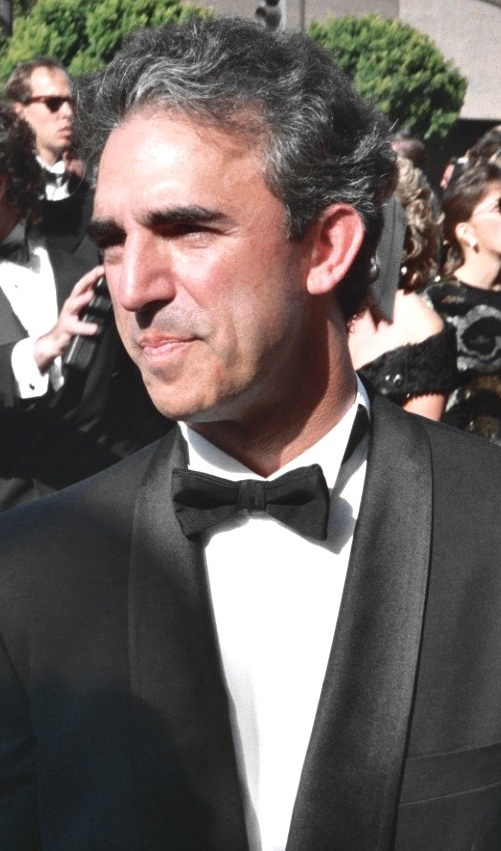

제이 토머스(Jay Thomas, 1948년 7월 12일 ~ 2017년 8월 24일)는 미국의 라디오 DJ, 배우, 각본가, 영화 제작자, 성우이다.
샌타바버라에서 사망하였다. 사인은 암이다.

## 출연 작품
- Life Tracker (2013)
- 케이트 맥콜 (2013년) - 론크레인 역
- 스내치드 (2011년)
- 호러윈 (2011, Horrorween)
- 풀 보이즈 (2011년)
- 어 키스 포 제드 우드 (2010년) - 카터 역
- 레이버 페인스 (2009년)
- 산타클로스 3 (2006년)
- 캅샵 (2004년)
- 티처스 펫 (2004년)
- 산타클로스 2 (2002년)
- 드래곤플라이 (2002년)
- 스트레인저 인 마이 하우스 (1999년)
- 어드벤처 오브 랙타임 (1998년) - 레스터 역
- 헤라클레스 (1998년)
- 데이트 소동 (1998년) - 찰스 플레처 역
- 킬링 미스터 그리핀 (1997년) - 존 그리핀 역
- 베이비 클리닉 (1997년)
- 더티 론드리 (1996년)
- 캘리포니아 여자 (1996년)
- 홀랜드 오퍼스 (1995년) - 빌 메이스터 역
- 기적의 활주로 (1989년)
- C.H.U.D. (1984년)

### 텔레비전
- 치어스 (1987-89)
- 머피 브라운 (1989-98)
- 아메리칸 대드! (2007-10) - 목소리